# محمود شحات محمد انور
محمود شحات انور (زادۀ ۱۰ سپتامبر ۱۹۸۴، روستای کفر الوزیر، استان دقهلیه) قاری و حافظ قرآن اهل سرزمین مصر است. او دارندۀ مقام نخست مسابقات بین‌المللی قرآن در مصر است.

## زندگی‌نامه
مدرک لیسانس خود را در زمینهٔ علوم اسلامی و عربی از دانشگاه الازهر قاهره اخذ نمود.
به گفته خودش حفظ کل قرآن را زیر نظر پدر خود استاد شحات محمد انور در ۱۲ سالگی به پایان رسانده است.

## سفرها
محمود به چندین کشور در کشورهای عربی و اروپایی برای برگزاری محافل قرآنی سفر کرده‌است. از جمله کشورهایی به آن سفر کرده کویت، امارات، قطر، عراق، بحرین، ایران، پاکستان، سوریه، اندونزی، فرانسه، بلژیک، آمریکا، آفریقای جنوبی، ترکیه، یونان، الجزایر و مالدیو است.